# Dolichoderus vectensis
Dolichoderus vectensis är en myrart som beskrevs av Horace Donisthorpe 1920. Dolichoderus vectensis ingår i släktet Dolichoderus och familjen myror. Inga underarter finns listade i Catalogue of Life.